# Uma Esperança no Ar
Uma Esperança no Ar é uma telenovela brasileira produzida e exibida pelo SBT entre 5 de agosto de 1985 e 17 de fevereiro de 1986, em 168 capítulos,  às 19h45, substituindo Jogo do Amor e encerrando a dramaturgia da emissora naquele momento. Escrita por Dulce Santucci nos 30 primeiros capítulos e, posteriormente, por Amilton Monteiro e Ismael Fernandes, sob direção geral de Jardel Mello.
Conta com Angelina Muniz, Celso Frateschi, Geórgia Gomide, Edney Giovenazzi, Cleyde Yáconis, Eliane Giardini, Mário Cardoso e Elias Gleizer nos papéis principais.

## Produção
A ideia inicial da novela foi de Crayton Sarzy, na época diretor de dramarurgia do SBT, que queria mostrar um microcosmo do Brasil em uma cidade de interior, inspirado em obras de Dias Gomes como O Bem-Amado (1973) e Saramandaia (1976). Para isso ele convocou a autora Dulce Santucci, afastada das novelas há 13 anos desde Os Fidalgos da Casa Mourisca (1972), que chegou a escrever os 30 primeiros capítulos, porém Crayton não gostou da lentidão como a história estava de desenrolando e a substituiu na autoria por Amilton Monteiro e Ismael Fernandes.
Uma Esperança no Ar foi 
comparada com Roque Santeiro, que ia ao ar exatamente na mesma época na Rede Globo e trazia historias similares, como a disputa política no interior, a influência das famílias ricas nas decisões locais e a guerra entre beatas e um bordel, embora não se trate de uma cópia, uma vez que a própria novela concorrente trazia esses elementos reciclados das obras anteriores de Dias Gomes. Uma Esperança no Ar foi a novela que encerrou o núcleo de dramarurgia do SBT naquela primeira fase, o qual só seria reativado em 1994 com Éramos Seis – com exceção das independentes Cortina de Vidro (1989) e Brasileiras e Brasileiros (1990).

## Enredo
No passado, Ana foi expulsa de Tamandaré após ser culpada pelo acidente de barco que deixou paralítico o namorado Rui, filho dos poderosos Clara e Daniel. Depois de 10 anos, a moça retorna à cidade misteriosamente rica para retomar sua vida e ajudar a mãe Paulina, que passou anos sofrendo humilhações. O retorno irrita Clara, que vê o interesse do filho renascer na ex, contrariando a mãe que quer que ele se case com Vitória. A riqueza de Ana se torna interesse de suma importância nos jogos políticos locais, até então comandado pelo Prefeito Francisco, sob os desmandos de Daniel.
Junto com Ana chega Débora, mulher forte e progressista, que logo se torna interesse de Egdar, um político mau-caráter que espera se tornar deputado, para despeito de Marisa, que gosta dele. Ainda o embate entre as beatas, lideradas por Dona Rolinha, contra o bordel de Dolly.

## Elenco
| Ator/Atriz         | Personagem                |
| ------------------ | ------------------------- |
| Angelina Muniz     | Ana Martins               |
| Celso Frateschi    | Rui Motta Lacerda         |
| Geórgia Gomide     | Clara Motta Lacerda       |
| Edney Giovenazzi   | Daniel Motta Lacerda      |
| Cleyde Yáconis     | Paulina Martins           |
| Eliane Giardini    | Débora                    |
| Mário Cardoso      | Vereador Edgar Boaventura |
| Elias Gleizer      | Prefeito Francisco Ferrão |
| Yara Lins          | Elvira Ferrão             |
| Kátia d'Angelo     | Vitória Monteiro          |
| Aldine Müller      | Marisa Monteiro           |
| Ruthinéa de Moraes | Maria Elisa Monteiro      |
| Hélio Souto        | Vereador Monteiro         |
| Antônio Petrin     | Vereador Bonifácio        |
| Percy Aires        | Vereador Juncal           |
| Ileana Kwasinski   | Terezinha Juncal          |
| Lídia Vani         | Lara Motta Lacerda        |
| Geny Prado         | Dona Rolinha              |
| Zaíra Bueno        | Dolly                     |
| David Cardoso      | Ricardo                   |
| Martha Overbeck    | Mônica                    |
| Turíbio Ruiz       | Teobaldo                  |
| Esmeralda Barros   | Emerenciana               |
| Alfredo Damiano    | Lucas                     |
| J. França          | Dr. Haroldo               |
| Yara Grey          | Marilena                  |
| Tina Ferreira      | Daniele                   |
| Lúcia Mello        | Lucila                    |
| Júlia Savassi      | Lindinha                  |
| Rô Mendonça        | Tami                      |
| Lourdes Rocha      | Lourdinha                 |

### Participações especiais
| Ator/Atriz       | Personagem |
| ---------------- | ---------- |
| Arnaldo Weiss    | Tadeu      |
| Roberto Scudero  | Alberto    |
| Antônio Natal    |            |
| Chico Solano     |            |
| Cláudio Corazza  |            |
| Cory Campos      |            |
| Ernesto Bambini  |            |
| Raul Gonçalves   |            |
| Sebastião Campos |            |
| Semme Lufti      |            |

## Reprise
Foi reprisada na faixa Novelas da Tarde entre 27 de julho e 18 de dezembro de 1987, às 14h30, substituindo A Justiça de Deus e sendo substituída por O Anjo Maldito.

## Trilha sonora
1. "Bola de cristal" - Fagner
2. "Um dia de amor"  - Amelinha
3. "Tudo pode mudar - Metrô
4. "Sempre me faz bem" - Kátia
5. "História de amor" - Fábio Júnior
6. "Frente a frente - Sônia Maya
7. "Esquinas" - Djavan
8. "Íntimo" - Simone
9. "Só" - Leo Jaime
10. "Siga seu rumo" - Pimpinela
11. "Se o tempo pudesse parar" - Paulinho Nogueira
12. "Amor fatal" - Sempre Livre